# Душан Пухало
Душан Пухало (Брлог, Оточац, 4. децембар 1919 — Београд, 2006), био је српски англиста, преводилац, универзитетски професор. Пухало је био декан Филолошког факултета Универзитета у Београду. Збирка његових књига, радова и део личне библиотеке налази се у Удружењу за културу, уметност и међународну сарадњу „Адлигат”.

## Биографија
Рођен је 1919. године у селу Брлог у Лици, које се налази на средини пута између Сења и Плитвичких језера. Његово родно село је 1991. расељено и спаљено од стране хрватских снага.
У раном детињству одлази у Загреб где му је отац добио службу као нижи чиновник. У Загребу је завршио основну школу и класичну гимназију. Ту је започео и студије на Филозофском факултету у Загребу – енглески језик и књижевност, али их прекида због рата 1941. године и враћа се у родно село заједно са родитељима, млађом сестром Даринком и братом Ђорђем. На студијама био активан у раду напредних студентских удружења, а био је примљен и у чланство СКОЈ-а, тако да се већ од првих дана укључио у Народноослободилачки Покрет. Заробљен је и затворен прво у усташки, а затим у италијански затвор фебруара 1942. године, а затим је пребачен у Италију у логор. Успео је да побегне из логора 10. јуна 1944. године и укључи се у НОБ из које је демобилисан крајем 1945. Док је Пухало био затворен, у Брлогу је страдао његов отац, у масовној погибији када су стрељани сви одрасли мушкарци из засеока Пухало, њих преко двадесет. У то време је погинуо и његов млађи брат који је имао само 16 година, у једном усташком препаду. Сестра Даринка је отишла у партизане.
После рата је завршио студије у Београду, дипломирао 1949 и докторирао 1958. дисертацијом Милтон и његови трагови у југословенским књижевностима. По завршетку рата обављао је разне дужности, прво као сарадник и уредник у листу Омладина, органу Омладине Југославије, а затим уредник и директор издавачког предузећа Ново покољење. Уз рад је студирао на Филолошком факултету у Београду енглески језик и књижевност и дипломирао с високим оценама јуна 1949. године. 1953. године изабран је за асистента на факултету, а 1958. oдбранио докторску дисертацију и тиме стекао услов за бирање у доцентско звање. На Филолошком факултету радио је од 1953. до 1978. Обављао је функцију декана факултета од 1975—77. У својој докторској дисертацији је научно разрешио однос Његошевог дела према Милтону и указао и на друге дотада непознате утицаје овог енглеског класика на наше писце.
Боравио је у иностранству на усавршавању у Енглеској, Бирмингем (1951—52.) и Кембриџ (1958. и 1974. године). Био је краће време и у САД, на универзитетима Колумбија и Харвард.
Пухало је био главни уредник листа „Омладина” (1945—48) и издавачког предузећа „Ново Покољење” (1948-52), директор НОПОК-а (1949—51), уредник у „Међународној политици” (1951—53), вршилац дужности директора Института за књижевност (1966—70), члан Универзитетског савета у Београду и више пута члан издавачког савета НОЛИТ-а, Рада, БИГЗ-а.
Написао је преко 25 научних радова и 34 студија, а главна дела су му три уџбеника енглеске књижевности, који обухватају комплетну енглеску књижевност од почетака закључно са двадесетим веком, што је био јединствен научни подухват на том пољу на подручју Југославије.
У оквиру преводилачког рада преводио је романе и публицистичке књиге, а најзначајнији су му преводи књига Оглед о људском разуму Џона Лока, Историја естетике Гилберта Куна и Марксизам и форма  Фредрика Џејмсона. Поред енглеског преводио је и са француског и италијанског језика, у стручним часописима Међународна политика, Универзитет данас и др. Док је био у војсци преводио је војну литературу са енглеског и руског језика.
Својим научним и стручним радом дао је значајан допринос југославистици и компаративистици. Радио је у и био један од оснивача Институту за књижевност, где је обављао и директорску дужност.
Аутор је запажених текстова о Силвију Страхимиру Крањчевићу и неким другим писцима, као о Лази Костићу и његовим преводима Шекспира, где је доказао да је Костић био више у праву од Богдана Поповића који га је критиковао из некњижевних разлога.
У то време владајући правац у књижевности и науци о књижевности био је догматски социјалистички реализам. Професор Пухало је био међу онима који су се опирали догматској ускости захваљујући и својој широј култури и општој оријентацији, како у својим ауторским текстовима тако и у редакцијској делатности. Био је оштар критичар тадашњег југословенског система, критикујући привилегије појединаца, лошу кадровску политику, недоученост и примитивизам.
Додељен му је Орден рада са црвеном звездом 1978. године
Говорио је или користио са следећим језицима: енглески, француски, италијански, немачки, руски, латински, старогрчки, есперанто.
Од породице имао је супругу Јованку, ћерке Зину Стојиљковић, фармацеута и Ђурђицу Срб компјутерског стручњака.
Донацијом његових наследника, део његове архиве и библиотеке налази се у Адлигату.

## Одабрани радови
- Историја Енглеске књижевности од почетка до 1700. године, 1963.
- Историја енглеске књижевности 18. века и романтизма, 1966.
- Енглеска књижевност 19-20. века, 1983.
- Милтон и његови трагови у југословенским књижевностима, 1966.

Преводи
- Оглед о људском разуму - Џон Лок
- Историја естетике - Гилберт Кун
- Марксизам и форма - Фредрик Џејмсон